# (4904) Makio
(4904) Makio ist ein Asteroid des Hauptgürtels, der am 21. November 1989 von den japanischen Astronomen Yoshikane Mizuno und Toshimasa Furuta am Observatorium in Kani (IAU-Code 403) in der japanischen Präfektur Gifu entdeckt wurde.
Der Asteroid wurde nach dem japanischen Astronomen Makio Akiyama (* 1950) benannt.